# Kayin
17°0′B 97°45′Đ / 17°B 97,75°Đ
Tôn giáo ở Kayin (2015)
Kayin là một bang của Myanmar và cũng còn được gọi là bang Karen theo tên của dân tộc Karen. Thủ phủ bang là thành phố Pa-an. Bang này đang thuộc tranh chấp giữa chính quyền quân đội của Myanma và các nhóm Karen, những người gọi khu vực này là Kawthoolei.
Nhóm dân tộc Karen được tổ chức thành một đảng chính trị - Liên minh dân tộc Karen (KNU) - và một phái quân sự - Quân giải phóng dân tộc Karen (KNLA).
Người Karen ở Myanmar là tín đồ Phật giáo, Kitô giáo và duy linh. Phần lớn tín đồ Kitô giáo ở đây là Baptist.
Phía bắc giáp vùng Mandalay, bang Shan và bang Kayah, phía nam giáp tỉnh Kanchanaburi của Thái Lan, phía đông giáp tỉnh Mae Hong Son và tỉnh Tak của Thái Lan, phía tây giáp vùng Bago và bang Mon.